# Fossar de les Moreres
El Fossar de les Moreres («Fosal de las Moreras») es una plaza de la ciudad de Barcelona, España, construida sobre el antiguo cementerio perteneciente a la adyacente basílica de Santa María del Mar. Integra los elementos conmemorativos a los caídos durante el asedio de Barcelona de 1714, en el marco de la Guerra de Sucesión Española. El motivo de que en este lugar se recuerde a los defensores caídos de la ciudad de Barcelona es que, durante la batalla del 11 de septiembre de 1714, muchos de los defensores muertos en combate fueron enterrados aquí.

## Historia

### Orígenes
Los orígenes del Fossar de les Moreres datan del siglo XII, cuando el párroco de la iglesia de Santa María del Mar, necesitado de un lugar cercano a su parroquia para enterrar a sus fieles, solicitó al potentado Bernat Marcús la donación de un terreno adyacente a la iglesia, que era de su propiedad. Marcús, después de meditarlo largamente, le cedió el solar, pero con la condición de que en el plazo máximo de quince días se debía haber enterrado en su solar algún feligrés, ya que consideraba que si transcurrido dicho plazo el terreno no se había utilizado, no era tan necesario como el párroco pretendía. Transcurrido el plazo otorgado por Marcús sin que se produjera ningún fallecimiento, este se dirigió a la iglesia para anular la donación realizada. Cuando llegó bajo las moreras que adornaban la plaza, un fulminante ataque al corazón acabó con su vida, siendo el propio donante quien inauguró el cementerio.

### La Guerra de Sucesión Española

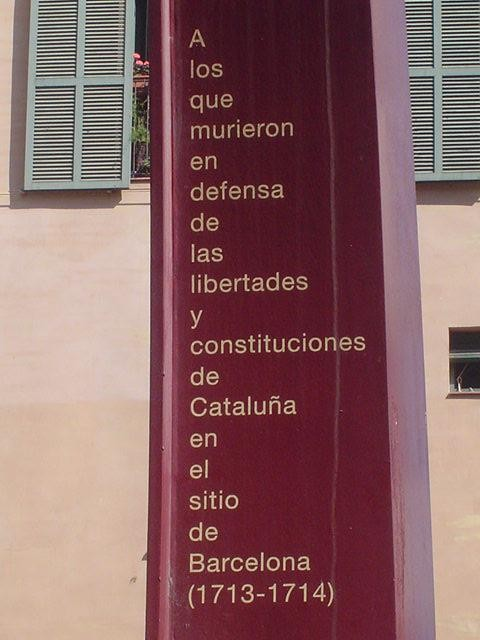
Detalle del pebetero de la llama eterna en memoria de los muertos durante el sitio de Barcelona.

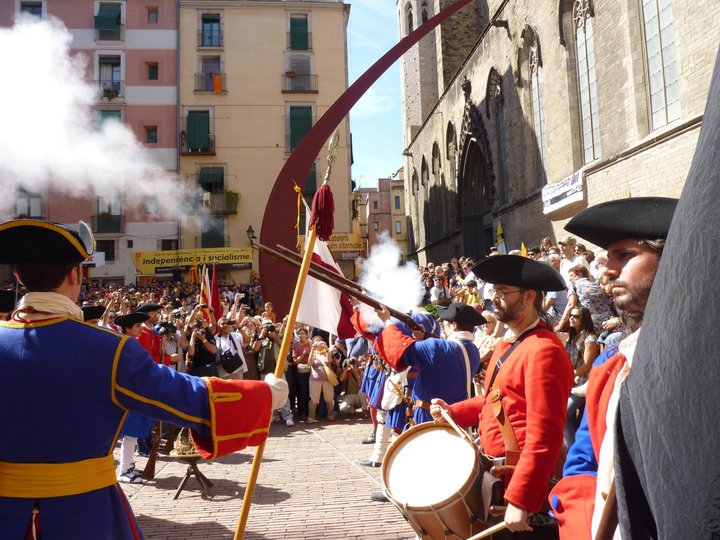
Salvas de honor por los caídos en el asedio de Barcelona, actos del Día de Cataluña.

En 1705, mediante el Pacto de Génova, los caudillos austracistas catalanes firmaron una alianza militar entre el Principado de Cataluña y el Reino de Inglaterra, en virtud de la cual Cataluña se comprometía a luchar por la causa del pretendiente al trono español, Carlos de Austria, con la ayuda militar de Inglaterra, y esta se comprometía a defender las Constituciones de Cataluña fuera cual fuere el resultado de la guerra. Sin embargo, en 1713, tras la renuncia de Felipe V al trono de Francia, la entrega de Gibraltar y Menorca, y las concesiones comerciales en América, los ingleses cedieron ante Felipe. Este se comprometió en el artículo 13 del Tratado de Utrecht a aministiar a los catalanes y a concederles sólo los mismos derechos y privilegios que los habitantes de las dos Castillas, «que de todos los pueblos de España son los más amados por el Rey Católico». Ante el abandono inglés, se convocó en Barcelona el 30 de junio de 1713 una Junta de Brazos que finalizaría el 9 de julio con la publicación del edicto por el cual Cataluña declaraba la guerra en solitario a Felipe V y contra Francia, para mantenerse bajo la obediencia de Carlos de Austria y «por conservar las leyes, constituciones, privilegios, honores, costumbres y prerrogativas que el serenísimo duque de Anjou ha derogado queriendo que el presente Principado de Cataluña se entregue a discreción y que los naturales y habitantes no gocen en adelante más ley ni privilegio que la que a su arbitrio quiere imponerles». A los pocos días, las tropas de Felipe V rodearon la ciudad e iniciaron un bloqueo de once meses. Ante el fracaso del bloqueo, Felipe V solicitó a su abuelo, Luis XIV de Francia que le enviara militares franceses y, en julio de 1714, y con la llegada del duque de Berwick, se inició el asedio que finalizaría con la toma de la ciudad. Días después fueron abolidas las constituciones catalanas, siendo reemplazadas mediante el Decreto de Nueva Planta por el régimen absolutista borbónico que prolongaría su existencia hasta el siglo XIX.

## Simbolismo
En el siglo XIX, las nuevas disposiciones sanitarias promulgadas en esta época supusieron la desaparición de numerosos cementerios parroquiales, cuyos solares se urbanizaron como nuevas plazas públicas: surgieron así plazas como la de Santa María, del Pino, de San José Oriol, de San Felipe Neri, de San Justo, de San Pedro y de San Jaime.
En la actualidad, cada 11 de septiembre se conmemora el Día de Cataluña y se rinde homenaje en la plaza a los defensores de la ciudad, muertos y enterrados en este lugar. Por ello, se encuentra inscrito el siguiente texto de Serafí Pitarra:

Al fossar de les Moreres no s'hi enterra cap traïdor,
fins perdent nostres banderes serà l'urna de l'honor.
En el Fossar de les Moreres no se entierra ningún traidor,
hasta perdiendo nuestras banderas será la urna del honor.

Sin embargo, según el historiador Jordi Canal, «no hay evidencias históricas ni arqueológicas, por el momento, que permitan corroborar» los hechos narrados en el poema de Pitarra. «Lo único que parece seguro, como afirma el arqueólogo Roger Molinas, es que allí se enterraron cuerpos desde la época medieval. No parece que fuera ni el principal lugar de sepultura de los defensores de Barcelona en 1714, ni tampoco que únicamente los "patriotas" muertos fueran allí destinados... Menos de una década después de los hechos, según las investigaciones de Albert García Espuche, ya se habían construido casas en el cementerio».

## Monumento
A finales de los años 1980 se urbanizó la plaza con el objetivo de instalar un monumento en memoria de los caídos en 1714, cuyo proyecto fue encargado a la arquitecta Carme Fiol. Para tal fin, se derribaron varias casas de una planta que se habían construido sobre el cementerio, algunas de ellas adosadas a la iglesia de Santa María del Mar. También se eliminó el pasadizo elevado que comunicaba, a través de la calle de Malcuinat, la iglesia con el palacio del Virrey (destruido por un incendio en 1875). Fiol diseñó un muro de separación entre la plaza propiamente dicha y la calle de Santa María, que corre paralela a la pared de la iglesia; en este muro, de granito rojo y 30 metros de longitud, se inscribió el verso de Pitarra dedicado a los caídos de 1714. Para el pavimento de la plaza escogió ladrillos de color rojo, simbolizando la sangre vertida en este lugar. En una esquina se colocaron unas moreras. El diseño general era sencillo, casi minimalista, para enfatizar el contenido simbólico. La plaza fue inaugurada el 11 de septiembre de 1989 por el alcalde de Barcelona, Pasqual Maragall.
Posteriormente, en 2001, se instaló un pebetero sobre una estructura metálica de forma curva, de 15 metros de altura y color rojo —como el resto del conjunto—, del que surge una llama en recuerdo a los caídos. Este nuevo elemento fue iniciativa del teniente de alcalde de ERC Jordi Portabella, y fue obra del arquitecto Albert Viaplana, junto a su hijo David.